# Maximo Carrizo
Maximo Carrizo (Nueva York, Nueva York, 28 de febrero de 2008) es un futbolista estadounidense, de orígenes argentinos que se desempeña como mediocentro ofensivo, actualmente milita en el New York City Football Club de la Major League Soccer de los Estados Unidos.

## Trayectoria

### New York City
El 28 de febrero de 2022 destronó a Axel Kei, superándolo en juventud por 15 días, como jugador más joven en firmar por un equipo de la Major League Soccer teniendo 14 años recién cumplidos.
Debutó, profesionalmente, el día 26 de julio con el equipo "B" ante el Inter de Miami II.